# Lac La Biche
Il Lac la Biche è un lago della provincia canadese dell'Alberta. Dal lago, che ha una superficie di 236 km², di cui 3,2 di isolotti, esce il fiume La Biche. Sulle rive si trova la cittadina di  Lac la Biche.